# Шиповник донецкий
Шипо́вник доне́цкий (лат. Rósa donétzica) — кустарник; вид рода Шиповник семейства Розовые.

## Распространение и экология
Шиповник донецкий — восточнопричерноморский эндемик.
Этот кустарник произрастает на территории Донецкой области (балка Грабовая, Старобешево), Боковского и Шолоховского районов Ростовской области (станица Вёшенская, станица Боковская, хутор Дуленков, хутор Евлантьев) и севера Астраханской области
Растёт на каменистых склонах и отслоениях песчаника. Образует гибриды с Rosa olgae Chrshan.

### Охранный статус
Он занесён в красную книгу Украины, в красную книгу Ростовской области. В 1991 году внесён в Европейский Красный список.
Находится под охраной в урочище Грабово и Государственном музее-заповеднике М. А. Шолохова.

## Ботаническое описание
Размеры куста 45—90 сантиметров.
Шипы прямые, в нижней части стебля щетиновидные. Листья непарноперистые.
Цветёт в мае—июне. Цветки розового цвета, одиночные.
Размножается семенами. Плод ложный (гипантий) со щетинками наверху, созревает в июне—июле.